# Metabetaeus
Genre
Metabetaeus est un genre de crevettes marines de la famille des Alpheidae.

## Liste d'espèces
Selon World Register of Marine Species (18 octobre 2015) :
- Metabetaeus lohena Banner & Banner, 1960
- Metabetaeus mcphersonae Anker, 2010
- Metabetaeus minutus (Whitelegge, 1897)